# كيف قتلت أبي
كيف قتلتُ أبي (بالفرنسية: Comment j'ai tué mon père)‏ هو فيلم إثارة، ودراما فرنسي أُصدر في 2001. الفيلم تولّت باثى توزيعه، وهو من إخراج آن فونتين، أما السيناريو فكان من كتابة آن فونتين، وجاك فيشي.

## طاقم التمثيل
- تشارلز بيرلنج
- كارول روشيه
- ناتاشا رينيه
- بيير لونديتشي [الإنجليزية]‏
- هوبير كوندي [الإنجليزية]‏
- Emmanuel Booz  [لغات أخرى]‏
- فرانسو بيرليند
- ميشيل بوكيه
- أميرة قصار
- Stéphane Guillon  [لغات أخرى]‏

## وصلات خارجية
- كيف قتلت أبي على موقع IMDb (الإنجليزية)
- كيف قتلت أبي على موقع ميتاكريتيك (الإنجليزية)
- كيف قتلت أبي على موقع ألو سيني (الفرنسية)
- كيف قتلت أبي على موقع Turner Classic Movies (الإنجليزية)
- كيف قتلت أبي على موقع أول موفي (الإنجليزية)
- كيف قتلت أبي على موقع فيلمافينيتي (الإسبانية)
- كيف قتلت أبي على موقع قاعدة بيانات الفيلم (الإنجليزية)
- كيف قتلت أبي على موقع ليتربوكسد (الإنجليزية)
- كيف قتلت أبي على موقع كينوبويسك (الروسية)